# Какенталди
Какенталди́ (каз. Какенталды) — село у складі Зайсанського району Східноказахстанської області Казахстану. Входить до складу Шиліктинського сільського округу.
Населення — 23 особи (2021; 115 у 2009, 249 у 1999, 307 у 1989).
Національний склад станом на 1989 рік:
- казахи — 100 %

Станом на 1989 рік село називалось Комсомол.